# Poona Fig
Poona Fig es un cultivar de higuera de tipo higo común Ficus carica, unífera (con una sola cosecha por temporada, los higos de verano-otoño), de higos de epidermis con color de fondo violeta claro con sobre color verde amarillento en manchas irregulares, lenticelas muy abundantes tanto de tamaño pequeño, mediano y grande de color rosado. Se cultiva principalmente  alrededor de Bombay, donde solo hay esta variedad, donde es muy popular por su dulzor, y por ser extraordinariamente productivo, extendido también en huertos y jardines privados.

## Sinonimia
- „Poona“,[5][6][7]
- „Puna Fig“[8]

## Historia
Nuestra higuera Ficus carica, procede de Oriente Medio y sus frutos formaron parte de la dieta de nuestros más lejanos antepasados. Se cree que fueron fenicios y griegos los que difundieron su cultivo por toda la cuenca del mar Mediterráneo. Es un árbol muy resistente a la sequía, muy poco exigente en suelos y en labores en general.
Los higos secos son muy apreciados desde antiguo por sus propiedades energéticas, además de ser muy agradables al paladar por su sabor dulce y por su alto contenido en fibra; son muy digestivos al ser ricos en cradina, sustancia que resulta ser un excelente tónico para personas que realizan esfuerzos físicos e intelectuales.
Las higueras, se encuentran presentes en muchos países del mundo, y en India también, con diversas variedades autóctonas. 'Poona' es el cultivar más popular cultivado para el consumo como fruta fresca. Recientemente, una variedad 'Dinkar', una mejora de la variedad 'Daulatabad' por su  rendimiento y fruta de calidad está ganando importancia comercial. Según se informa, algunos híbridos de California han tenido mejores resultados sobre 'Poona Fig' en las condiciones de cultivo existentes en Mangalore.
En la India, el higo se considera un cultivo frutal menor y el cultivo comercial de higo común (comestible) se limita principalmente a las partes occidentales de Maharashtra, Guyarat, Uttar Pradesh (Lucknow y Saharanpur) Karnataka (Bellary, Chitradurga y Srirangapatna) y Tamilnadu (Coimbatore).

## Características
La higuera 'Poona Fig' es una variedad unífera de tipo higo común. Árbol de mediano desarrollo, follaje denso. La poda liviana se practica en 'Poona Fig' después de que termina el monzón, en octubre. 'Poona Fig' son de producción alta de higos.
Los frutos de la variedad 'Poona Fig' son higos ovoidales en forma de campana, no simétricos, con la base distal aplanada; los higos de tamaño grande de unos 42 gramos en promedio; de epidermis elástica, color de fondo violeta claro con sobre color verde amarillento en manchas irregulares, lenticelas muy abundantes tanto de tamaño pequeño, mediano y grande de color rosado; grietas longitudinales ausentes; Cuello del higo cilíndrico de tamaño intermedio, continua con un pedúnculo muy corto con escamas pedunculares grandes verdes. Con  sabor dulce, fresco, delicioso, con firmeza media y resistente, con cavidad interna pequeña a mediana, con la carne-receptáculo sin coloración, con color de la pulpa rojiza, con numerosos aquenios, pequeños. De una calidad buena en su valoración organoléptica, 'Poona' es  extraordinariamente productivo, los higos se desprenden fácilmente.

## Cultivo y usos
'Poona Fig', es una variedad de higo que además de su uso en alimentación humana en fresco, se utilizan en guisos, mermeladas, y tartas.